# Voice-over
Voice-over (em inglês) ou voz sobreposta é uma técnica de tradução audiovisual na qual, ao contrário da dublagem, as vozes dos atores são gravadas sobre a faixa de áudio original que pode ser ouvida em segundo plano.
Este método de tradução é mais frequentemente usado em documentários e reportagens para traduzir palavras de entrevistados de língua estrangeira em países onde a legendagem não é a norma. Em alguns países, principalmente na Europa Oriental, Mongólia, Vietnã e Camboja, é comumente usado para traduzir todos os tipos de filmes.

## Visão geral
Normalmente, a tradução de voice-over é feita por uma única pessoa de voz masculina ou feminina. É lento, portanto encurtado, mas totalmente inteligível, geralmente perdendo o diálogo original por alguns segundos. O áudio original pode, assim, ser ouvido até certo ponto, permitindo ao espectador captar as vozes dos atores, mas devido à falta de sincronização entre o diálogo original e a narração. A narração normalmente contém um pouco de emoção, já que muitos dos intérpretes tentam soar "transparentes" para o público. Uma desvantagem significativa de tal dublagem é a ambiguidade de qual personagem está falando em um determinado momento, como o intérprete geralmente faz muito poucas mudanças na entonação para distinguir entre diferentes participantes em um diálogo. Qualquer texto que apareça na tela é também geralmente lido pelo intérprete, embora atualmente são exibidas legendas com a tradução.
Devido à natureza imprecisa da interpretação simultânea, bem como às dificuldades enfrentadas pelos falantes não nativos na compreensão do vernáculo de línguas estrangeiras, as referências culturais, nas traduções de voice-over são muitas vezes repletas de erros na tradução. Dmitriy Puchkov tem sido muito franco sobre a questão, afirmando que a interpretação simultânea deve ser abandonada em favor de uma tradução mais precisa, com esforços exaustivos para pesquisar e encontrar equivalentes russos em casos de lacunas lexicais, e mantém inúmeras listas de gafes feitas por intérpretes, incluindo aqueles altamente experientes como Mikhalev. No entanto, outros comentaram que a criatividade de bons intérpretes pode tornar o filme mais agradável, embora se desviando das intenções originais do cineasta.

### Na Rússia
Chamada de tradução Gavrilov (em russo:  перевод Гаврилова perevod Gavrilova [pʲɪrʲɪˈvod ɡɐˈvrʲiləvə]) ou tradução de uma só voz (em russo:  одноголосый перевод), a técnica leva o nome de Andrey Gavrilov, um dos artistas mais proeminentes na área, mas o nome é usado para se referir a dublagens de voz única em geral, não necessariamente aquelas realizadas pelo próprio Gavrilov. Essa dublagem é onipresente em países de língua russa em filmes exibidos na televisão a cabo e vendidos em vídeos, especialmente cópias ilegais, e às vezes são incluídos como faixas de áudio adicionais em DVDs vendidos na região, juntamente com a dublagem sendo interpretada por vários atores.
Durante os primeiros anos da era Brezhnev, quando a disponibilidade de filmes estrangeiros foi severamente restringida, o Comitê Estadual de Cinematografia da URSS, realizou exibições a portas fechadas de muitos filmes ocidentais, principalmente para trabalhadores da indústria cinematográfica, políticos e outros membros da elite. Essas exibições foram interpretadas simultaneamente por intérpretes especializados em filmes, onde era necessária uma transmissão efetiva de humor, expressões idiomáticas e outras sutilezas da fala. Alguns dos mais prolíficos "tradutores de Gavrilov" começaram suas carreiras em tais exibições, incluindo o próprio Andrey Gavrilov, assim como Aleksey Mikhalyov e Leonid Volodarskiy. Seus serviços também eram usados em festivais de cinema, onde os filmes ocidentais eram acessíveis a um público maior e permitiam que os intérpretes ganhassem mais reconhecimento.
Com a introdução dos videocassetes na década de 1970 e o subsequente auge das vendas ilegais de videocassetes sem licença, que eram o único meio de ver os filmes ocidentais disponíveis para o público em geral, os mesmos intérpretes começaram a dar voz a essas fitas. Muitas de suas vozes tinham uma qualidade nasal distinta, o que levou ao surgimento de uma lenda urbana de que os intérpretes usavam um clipe para que as autoridades não fossem capazes de identificá-los pela voz e prendê-los. Entrevistas com muitos dos intérpretes revelaram que isso não era verdade, e que as autoridades em geral não davam atenção a eles, concentrando seus esforços nos distribuidores das fitas. Isso também ocorreu devido à falta de lei específica que proíbe o trabalho desses intérpretes, e eles só poderiam ser processados sob o delito relativamente pequeno de trabalho ilícito.
Os três intérpretes acima mencionados, Gavrilov, Mikhalev e Volodarskiy, foram os principais nomes da dublagem de filmes nas últimas décadas do século XX, com dublagens feitos por cada um deles, aos milhares. Muitos desses dubladores foram feitos usando interpretação simultânea, devido às limitações de tempo causadas pela concorrência entre os distribuidores para ser o primeiro a lançar uma nova produção, bem como o volume de novos filmes. Sempre que possível, no entanto, os intérpretes preferiam assistir aos filmes algumas vezes primeiro, fazendo anotações sobre as partes mais difíceis do diálogo, e só então gravavam, que também permitia que eles recusassem a dublagem de filmes que não gostavam.
Enquanto cada um dos intérpretes dublou uma ampla gama de filmes, com muitos filmes disponíveis em várias versões feitas por diferentes intérpretes, os grandes nomes geralmente tinham gêneros cinematográficos específicos que eram conhecidos por serem excelentes. Gavrilov, por exemplo, costumava ser ouvido em filmes de ação, incluindo Total Recall e Die Hard; Mikhalev especializou-se em comédia e drama, mais notavelmente A Streetcar Named Desire e The Silence of the Lambs; enquanto Volodarskiy, que é mais facilmente associado não a um gênero em particular, mas à entonação nasal de sua voz, é mais lembrado por sua dublagem de Star Wars. Não está claro por que o termo "tradução de Gavrilov" veio a ostentar o nome de Gavrilov, apesar de Mikhalev ser o mais célebre dos intérpretes, embora a natureza popular dos filmes dublados por Gavrilov possa ser a explicação mais provável. Outros nomes notáveis do período incluem Vasiliy Gorchakov, Mikhail Ivanov, Grigoriy Libergal e Yuriy Zhivov.
Depois da perestroika e do colapso da União Soviética, quando as restrições aos filmes ocidentais foram suspensos, os cinemas, os canais de televisão estatais e, por fim, os lançamentos em DVD empregaram principalmente dublagens de voz múltipla feitas por atores profissionais. No entanto, a televisão a cabo e a próspera indústria de vídeo não autorizada continuaram alimentando a demanda por traduções de Gavrilov. Este período marcou uma queda significativa na qualidade de tais dublagens, já com a intensa competição entre os inúmeros grupos de infracção e os lançamentos com dublagens não profissionais. Isso foi ainda mais exacerbado pela morte de Mikhalev em 1994 e menos gravações sendo produzidas por muitos dos outros veteranos da indústria, que buscavam caminhos de carreira alternativos.
Atualmente, o uso de palavrões nas dublagens tem sido uma grande fonte de controvérsia. Embora muitas gravações não licenciadas não evitem traduzir literalmente palavrões, Gavrilov, Mikhalev e Volodarskiy afirmaram que sentem que os palavrões são mais carregado emocionalmente e menos publicamente aceitável do que obscenidades inglesas, e só o usariam em suas dublagens quando senti que era absolutamente crucial para o enredo do filme.

### Na Polônia
A tradução em uma única voz é o método tradicional de tradução na televisão e nos DVDs poloneses (que na maioria das vezes fornecem a faixa de áudio original), exceto para o material infantil, especialmente a animação, que é muitas vezes totalmente dublada. A palavra lektor ("leitor") é usada para se referir à tradução.
O voice-over é a forma preferida de dublagem entre as emissoras polonesas por ser muito barato de produzir, e por causa de seu amplo uso, parece ser amplamente aceito pela maioria do público. Embora as tentativas de introduzir dublagens completas para a televisão polonesa tenham sofrido alguns protestos, as críticas ruins foram limitadas principalmente a comunidades on-line, nas quais a forma preferida de tradução são as legendas; filmes dublados geralmente são aceitos entre pessoas que não são fãs de versões originais. O voice-over é geralmente preferido em detrimento de legendas – uma pesquisa de opinião realizada em 2008 mostrou que apenas 19% dos poloneses apóiam a mudança para a legendagem na televisão; A TVP tentou introduzir versões legendadas de The Suite Life of Zack & Cody e Radio Free Roscoe, que, devido às baixas audiências, foram posteriormente substituídas pelas versões existentes, totalmente dubladas. Desde então, fora de alguns casos especiais, apenas alguns títulos de anime foram exibidos apenas com legendas, sendo a forma mais aceitável entre os otakus.
Os mais notáveis são Janusz Szydłowski, Maciej Gudowski, Tomasz Knapik, Stanisław Olejniczak e Piotr Borowiec.

### Na Bulgária
Tradução com muitas vozes também é comum, mas cada filme (ou episódio) é normalmente dublado por atores profissionais. Os artistas de voz tentam combinar a voz original e preservar a entonação. A principal razão para o uso deste tipo de tradução é que, diferentemente da tradução de voz sincronizada, leva um tempo relativamente curto para produzir, já que não há necessidade de sincronizar as vozes com os movimentos labiais do personagem, o que é compensado pelo áudio original silencioso. Quando não há nenhuma fala no filme por algum tempo, o som original é ativado. Recentemente, à medida que mais filmes são distribuídos, com faixas ful mix e music + effects separadas, algumas traduções de voice-over na Bulgária são produzidas por apenas desligar a faixa de voz, desta forma não afetando os outros sons. Um ator sempre lê os nomes da equipe de tradução sobre os créditos finais do programa (exceto quando há diálogos sobre os créditos).
No final dos anos 80, quando os videocassetes começaram a se espalhar na Bulgária, era comum ter um filme em inglês em alemão, com uma voz de uma única pessoa (geralmente do sexo masculino). Estes filmes foram mais frequentemente filmados dentro de um cinema com uma câmera de mão, ou cópias de baixa qualidade de versões de pré-lançamento (semelhante a uma versão bootleg da Região 5). Em meados da década de 90, a dublagem se tornou mais profissional, usando uma dubladora feminina para as partes correspondentes e os atores tentando igualar a entonação dos personagens originais.

## E-Learning
A tradução por voice-over é uma necessidade crescente, não apenas reservada para a indústria do entretenimento. Organizações e empresas globais que precisam se comunicar internacionalmente em nível interno e externo com os clientes estão traduzindo voice-overs em vários idiomas para seus vídeos educacionais on-line. Se esses vídeos on-line estão à venda como produtos finais ou servem ao propósito de treinar os funcionários de uma organização em procedimentos padrão, a tradução de voice-over disponibiliza vídeos de e-learning para um público mais amplo.